# Іваньков (Гомельський район)
Іваньков (біл. Іванькаў) — селище в Тереницькій сільській раді Гомельського району Гомельської області Республіки Білорусь.

## Географія

### Розташування
У 20 км на захід від Гомеля, 7 км від залізничної станції Прибор (на лінії Калинковичі — Гомель). Навколо ліс.

## Транспортна мережа
Автодорога Жлобин — Гомель. Забудова дерев'яної садибного типу.

## Історія
Засноване на початку XX століття переселенцями із сусідніх сіл. У 1909 році хутір, 213 десятин землі, у Телешевській волості Гомельського повіту Могилівської губернії. У 1926 році працювали відділення зв'язку, школа, у Задоровській сільраді Уваровицького району Гомельського округу. 1931 року жителі вступили до колгоспу. Під час німецько-радянської війни у вересні 1943 року німецькі окупанти повністю спалили селище та вбили 8 мешканців. 6 мешканців загинули на фронті. У 1959 році у складі колгоспу «Червона площа» (центр — село Телеші).
До 1 серпня 2008 року у складі Телешовської сільської ради.

## Населення

### Чисельність
- 2004 — 2 мешканці.